# Pseudophyllanthus ovalis
Pseudophyllanthus ovalis là một loài thực vật có hoa trong họ Diệp hạ châu. Loài này được (E.Mey. ex Sond.) Voronts. & Petra Hoffm. mô tả khoa học đầu tiên năm 2008.